# Карутц, Рихард
Рихард Карутц (нем. Richard Karutz; 2 ноября 1867, Штральзунд — 10 февраля 1945, Дрезден) — немецкий этнограф и путешественник. 
В 1903—1909 годах побывал в Мангыстау, исследовал обычаи, традиции и быт казахов и туркменов. В поездке по Мангыстаускому региону ему оказывал помощь житель полуострова, переводчик уездного управления Новопетровска Ораз Онгалбаев. На основе исследований в 1911 году в Лейпциге издал книгу, которую Е. Петри перевела на русский язык («Среди кыргызов и туркменов на Мангышлаке»). В издании использован народный фольклор: рассказы, пословицы и поговорки жителей региона, описан быт многодетных семей, сельских жителей Мангыстау начале 19 в., использованы иллюстрации.